# Асистолия
Асистоли́я (от др.-греч. ἀ- — «не», «нет» и «систола» — «сокращение», «уменьшение») — прекращение деятельности сердца с исчезновением биоэлектрической активности.
Желудочковая асистолия (около 5 % всех случаев остановки сердца) может возникнуть при любом тяжёлом заболевании сердца, чаще в острой фазе инфаркта миокарда, при тромбоэмболии лёгочной артерии, при передозировке сердечных гликозидов, противоаритмических средств, электротравме, наркозе, внутрисердечных манипуляциях и тяжёлых общих метаболических нарушениях.
28 августа 1952 года Пол Золл впервые показал возможность поддержания жизнедеятельности во время желудочковой асистолии.